# HD106374
HD106374 — хімічно пекулярна зоря спектрального класу A2, що має видиму зоряну величину в смузі V приблизно  7,4.
Вона  розташована на відстані близько 596,3 світлових років від Сонця.

## Пекулярний хімічний склад
Зоряна атмосфера HD106374 має підвищений вміст 
Cr
.